# Reactor ràpid refrigerat per plom

Esquema de reactor ràpid refrigerat per plom.

El reactor ràpid refrigerat per plom és un disseny de reactor nuclear que utilitza plom fos o refrigerant eutèctic de plom-bismut. Aquests materials es poden utilitzar com a refrigerant primari perquè tenen una baixa absorció de neutrons i punts de fusió relativament baixos. Els neutrons es frenen menys per la interacció amb aquests nuclis pesats (per tant, no són moderadors de neutrons), de manera que aquests reactors funcionen amb neutrons ràpids.
El concepte és generalment similar als reactors ràpids refrigerats amb sodi, i la majoria dels reactors ràpids de metall líquid han utilitzat sodi en comptes de plom. S'han construït pocs reactors refrigerats per plom, excepte alguns reactors submarins nuclears soviètics dels anys setanta. Tanmateix, diversos dissenys de reactors nuclears proposats i un en construcció es refreden per plom.
Els dissenys de combustible que s'estan explorant per a aquest esquema de reactors inclouen l'urani fèrtil com a metall, òxid metàl·lic o nitrur metàl·lic.
El disseny del reactor refrigerat per plom s'ha proposat com a reactor de quarta generació. Els plans per a la futura implementació d'aquest tipus de reactors inclouen arranjaments modulars de 300 a 400 MWe, i una gran planta monolítica de 1.200 Mwe.

## Funcionament
Els reactors ràpids refrigerats per plom funcionen amb neutrons ràpids i refrigerant eutèctic de plom fos o plom-bismut. El plom fos o l'eutèctic de plom-bismut es pot utilitzar com a refrigerant primari perquè especialment el plom i, en menor grau, el bismut tenen una baixa absorció de neutrons i punts de fusió relativament baixos. Els neutrons es frenen menys per la interacció amb aquests nuclis pesats (per tant, no són moderadors de neutrons) i per tant, ajuden a fer d'aquest tipus de reactors un reactor de neutrons ràpids. En termes simples, si un neutró colpeja una partícula amb una massa similar (com l'hidrogen en un reactor d'aigua a pressió PWR), tendeix a perdre energia cinètica. En canvi, si colpeja un àtom molt més pesat com el plom, el neutró "rebotarà" sense perdre aquesta energia. El refrigerant, però, serveix com a reflector de neutrons, retornant alguns neutrons que escapen al nucli.
Els reactors ràpids refrigerats per plom de menor capacitat (com SSTAR) es poden refredar per convecció natural, mentre que els dissenys més grans (com ELSY) utilitzen circulació forçada en el funcionament normal d'energia, però utilitzaran refrigeració d'emergència de circulació natural. No cal cap interferència de l'operador, ni bombament de cap tipus per refredar la calor residual del reactor després de l'aturada. La temperatura del refrigerant de sortida del reactor se situa normalment entre 500 i 600 °C, possiblement per sobre dels 800 °C amb materials avançats per a dissenys posteriors. Les temperatures superiors als 800 °C són teòricament prou altes per suportar la producció termoquímica d'hidrogen a través del cicle sofre-iode, tot i que això no s'ha demostrat.
El concepte és generalment molt similar al reactor ràpid refrigerat per sodi, i la majoria dels reactors ràpids de metall líquid han utilitzat sodi en comptes de plom. S'han construït pocs reactors refrigerats per plom, a excepció d'alguns reactors nuclears submarins soviètics als anys setanta, però una sèrie de dissenys de reactors nuclears nous proposats i un en construcció estan refrigerats per plom.

## Combustible
Els dissenys de combustible que s'estan explorant per a aquest esquema de reactors inclouen l'urani fèrtil com a metall, òxid metàl·lic o nitrur metàl·lic.